# Entephria atroflava
Entephria atroflava är en fjärilsart som beskrevs av Anonymous 1927. Entephria atroflava ingår i släktet Entephria och familjen mätare. Inga underarter finns listade i Catalogue of Life.